# Umbilicaria esculenta
Umbilicaria esculenta (Miyoshi) Minks, 1900 è un lichene della famiglia Umbilicariaceae che cresce sulle rocce. Si trova in varie aree dell'Asia orientale, tra cui Cina, Giappone e Corea. 
In Giappone prende il nome di iwatake (岩 茸 ({{{2}}}?) o 石 茸 ({{{2}}}?)) mentre in Corea si chiama seogi (hangŭl 석이; hanja: 石耳; letteralmente "orecchio di pietra" od "orecchio di roccia") o seogi beoseot (hangul 석이 버섯; letteralmente "fungo orecchio di pietra"). 

## Tassonomia
Il nome della specie si basa sul precedente basionimo Gyrophora esculenta.

## Usi
È commestibile se adeguatamente preparato e ha proprietà curative.